# Brachiacantha quadrillum
Brachiacantha quadrillum är en skalbaggsart som beskrevs av Leconte 1858. Brachiacantha quadrillum ingår i släktet Brachiacantha och familjen nyckelpigor. Inga underarter finns listade i Catalogue of Life.